# Drosera biflora
Drosera biflora este o specie de plante carnivore din genul Drosera, familia Droseraceae, ordinul Caryophyllales, descrisă de Carl Ludwig Willdenow, Johann Jakob Roemer și Schult..
Este endemică în Venezuela. Conform Catalogue of Life specia Drosera biflora nu are subspecii cunoscute.